# Atina Grossmann
Atina Grossmann (geboren 4. November 1950 in New York) ist eine US-amerikanische Historikerin mit den Arbeitsschwerpunkten deutsch-jüdische Beziehungen und Geschlechterverhältnisse des 20. Jahrhunderts.

## Leben
Atina Grossmann ist die Tochter jüdischer Flüchtlinge aus dem nationalsozialistischen Deutschland. Ihr mütterlicher Großvater Heinrich Busse überlebte die letzten Monate der deutschen Judenverfolgung in einem Berliner Versteck, ihre Großmutter wurde bei der Fabrikaktion deportiert und ermordet. Ihre väterliche Familie musste 1938 das Hotel Astoria in der Fasanenstraße 2 veräußern, Gertrud Grossmann wurde im KZ Auschwitz umgebracht.
Atina Grossmann studierte Geschichte am City College in New York und später an der Rutgers University in New Jersey. Hier promovierte sie 1984 mit einer Arbeit über die Frauenbewegung in Deutschland: When Biology Became Destiny: Women in Weimar and Nazi Germany. Von 1983 an war sie Assistant Professor, bis 1988 am Mount Holyoke College in Massachusetts, anschließend bis 1996 an der Columbia University in New York.
Grossmanns Studie zur Sexualreformbewegung in Deutschland: Reforming Sex: The German Movement for Birth Control and Abortion Reform, 1920–1950 wurde 1995 publiziert und fand weite Beachtung.
Seit 1996 arbeitet sie an der Cooper Union, hier wurde sie 2001 Associate Professor und später ordentliche Professorin für Modern European History and Gender Studies an der Fakultät für Human- und Sozialwissenschaften.
2007 veröffentlichte sie Jews, Germans, and Allies: Close Encounters in Occupied Germany, eine „gender- und körpergeschichtliche Untersuchung“ über die Situation von Juden, Deutschen und Besatzern im Nachkriegsdeutschland, die mit dem „Fraenkel Prize in Contemporary History“ der Wiener Library und dem „George L. Mosse Prize“ (2007) der American Historical Association ausgezeichnet wurde.

## Schriften (Auswahl)
- Remapping Relief and Rescue. In: Rebecca Boehling u. a. (Hrsg.): Freilegungen : displaced persons ; Leben im Transit: Überlebende zwischen Repatriierung, Rehabilitation und Neuanfang. Wallstein, Göttingen 2014, S. 169–189 (zuerst 2012).
- Wege in der Fremde. Deutsch-jüdische Begegnungsgeschichte zwischen Feldafing, New York und Teheran. (= Jena Center Geschichte des 20. Jahrhunderts. Vorträge und Kolloquien, Bd. 10), Göttingen 2012.
- Mit Rita Chin, Heide Fehrenbach und Geoff Eley: After the Nazi Racial State: Difference and Democracy in Germany and Europe. 2009.
- Jews, Germans, and Allies: Close Encounters in Occupied Germany. Princeton, NJ: Princeton University Press, 2007, ISBN 978-0-691-08971-3. 3rd printing and 1st paperback printing 2009
  - Deutsche Ausgabe: Juden, Deutsche, Alliierte : Begegnungen im besetzten Deutschland. Aus dem Engl. von Ulrike Bischoff. Göttingen : Wallstein-Verl. 2012, ISBN 978-3-8353-0934-0.
  - Deutsche Ausgabe: Unerwartete Begegnungen: Juden, Deutsche und Alliierte im besetzten Deutschland, Parthas Verlag, Berlin 2009, ISBN 978-3-86601-288-2.
- „Neue Frauen“ im Exil. Deutsche Ärztinnen und die Emigration. In: Kirsten Heinsohn, Stefanie Schüler-Springorum: Deutsch-jüdische Geschichte als Geschlechtergeschichte. Studien zum 19. und 20. Jahrhundert. Wallstein, Göttingen 2006, S. 133–156.
- „The survivors were few and the dead were many.“ Jewish Identity and Memory in Occupied Berlin. In: Marion Kaplan, Beate Meyer (Hrsg.): Jüdische Welten. Juden in Deutschland vom 18. Jahrhundert bis in die Gegenwart, Göttingen, Wallstein-Verlag 2005, (Hamburger Beiträge zur Geschichte der deutschen Juden 27) ISBN 3-89244-888-4, S. 317–335
- Mit Omer Bartov und Mary Nolan: Crimes of War: Guilt and Denial in the Twentieth Century. New Press, New York 2003, ISBN 978-1-56584-814-6.
- Trauma, Memory, and Motherhood, in: Archiv für Sozialgeschichte, Band 38 (1998), S. 215–239
  - ebenfalls in: Richard Bessel, Dirk Schumann: Life after Death: Approaches to a Cultural and Social History of Europe during the 1940s and 1950s. Washington, DC : German Historical Inst., 2003, S. 93–127
- Reforming Sex: The German Movement for Birth Control and Abortion Reform, 1920–1950. New York 1995, ISBN 0-19-505672-8.
- Mit Renate Bridenthal und Marion Kaplan: When Biology Became Destiny: Women in Weimar and Nazi Germany. New York 1984.